# Carol Rodríguez
Carol Ann Rodríguez Taylor (* 26. Dezember 1985 in Pomona, Kalifornien) ist eine ehemalige puerto-ricanische Leichtathletin, die sich auf den Sprint spezialisiert hat. Sie hält den Landesrekord im 200-Meter-Lauf und 2015 gewann sie die Silbermedaille in der 4-mal-100-Meter-Staffel bei den NACAC-Meisterschaften in San José sowie 2007 die Bronzemedaille über 100 Meter.

## Sportliche Laufbahn
Erste Erfahrungen bei internationalen Meisterschaften sammelte Carol Rodríguez im Jahr 2004, als sie bei den Zentralamerika- und Karibikjuniorenmeisterschaften in Coatzacoalcos in 11,73 s die Bronzemedaille im 100-Meter-Lauf gewann und über 200 Meter in 24,24 s den fünften Platz belegte. Zudem gewann sie mit der puerto-ricanischen 4-mal-400-Meter-Staffel in 3:44,87 min die Silbermedaille. Im Jahr darauf schied sie bei den Zentralamerika- und Karibikmeisterschaften (CAC) in Nassau mit 12,11 s im Vorlauf über 100 Meter aus und 2006 gewann sie bei den U23-NACAC-Meisterschaften in Santo Domingo in 11,40 s die Bronzemedaille hinter den US-Amerikanerinnen Cleo Tyson und Shalonda Solomon und im 200-Meter-Lauf gewann sie in 23,27 s ebenfalls die Bronzemedaille und musste sich den US-Amerikanerinnen Shalonda Solomon und Antonette Carter geschlagen geben. Im selben Jahr begann sie ein Studium an der University of Southern California und 2007 wurde sie NCAA-Collegemeisterin über 100 Meter. Bei den NACAC-Meisterschaften in San Salvador gewann sie in 11,47 s die Bronzemedaille über 100 Meter hinter den US-Amerikanerinnen Mechelle Lewis und Alexis Weatherspoon und über 200 Meter verzichtete sie im Finale auf ein Antreten. Daraufhin schied sie bei den Panamerikanischen Spielen in Rio de Janeiro mit 11,78 s im Halbfinale über 100 Meter aus und belegte in der 4-mal-100-Meter-Staffel in 43,81 s den vierten Platz. Im Jahr darauf schied sie bei den CAC-Meisterschaften in Cali mit 53,64 s in der Vorrunde im 400-Meter-Lauf aus und belegte mit der Staffel in 44,34 s den vierten Platz. Daraufhin nahm sie an den Olympischen Sommerspielen in Peking teil und schied dort mit 24,07 s in der ersten Runde über 200 Meter aus und kam auch über 400 Meter mit 53,08 s nicht über den Vorlauf hinaus.
2009 gewann sie bei den Zentralamerika- und Karibikmeisterschaften in Havanna in 11,38 s die Bronzemedaille über 100 Meter hinter Tahesia Harrigan von den Britischen Jungferninseln und Semoy Hackett aus Trinidad und Tobago. Zudem belegte sie in 23,61 s den vierten Platz über 200 Meter und wurde in der 4-mal-100-Meter-Staffel in 44,08 s Fünfte. Im August schied sie dann bei den Weltmeisterschaften in Berlin mit 11,64 s bzw. 23,54 s jeweils in der ersten Runde über 100 und 200 Meter aus. Im Jahr darauf gewann sie bei den Ibero-Amerikanischen Meisterschaften in San Fernando in 23,54 s die Silbermedaille über 200 Meter hinter der Kubanerin Roxana Díaz und sicherte sich in 11,57 s die Bronzemedaille über 100 Meter hinter der Brasilianerin Ana Cláudia Lemos und Digna Luz Murillo aus Spanien. Zudem wurde sie sowohl in der 4-mal-100-Meter- und 4-mal-400-Meter-Staffel disqualifiziert. Anschließend belegte sie bei den Zentralamerika- und Karibikspielen in Mayagüez in 11,56 s den vierten Platz über 100 Meter und gewann über 200 Meter in 23,37 s die Silbermedaille hinter Cydonie Mothersille von den Cayman Islands. Zudem wurde sie in der 4-mal-100-Meter-Staffel wegen eines Dopingverstoßes einer ihrer Mitstreiterinnen disqualifiziert. 2011 schied sie bei den CAC-Meisterschaften ebendort mit 11,70 s im Vorlauf über 100 Meter aus und kam mit der Staffel nicht ins Ziel. Im Jahr darauf nahm sie über 400 Meter erneut an den Olympischen Sommerspielen in London teil und schied dort mit 52,08 s im Halbfinale aus.
2013 belegte sie bei den Zentralamerika- und Karibikmeisterschaften in Morelia in 23,69 s den sechsten Platz über 200 Meter und gelangte mit 53,81 s ebenfalls auf Rang sechs über 400 Meter. Zudem belegte sie in der 4-mal-400-Meter-Staffel in 3:38,13 min den vierten Platz. Im Jahr darauf wurde sie bei den IAAF World Relays 2014 in Nassau in 43,99 s Vierte im B-Finale der 4-mal-100-Meter-Staffel und auch bei den Zentralamerika- und Karibikspielen in Xalapa gelangte sie mit 44,33 s auf Rang vier. Bei den IAAF World Relays 2015 auf den Bahamas in 44,56 s Vierte im B-Finale der 4-mal-100-Meter-Staffel und im Juli erreichte sie bei den Panamerikanischen Spielen in Toronto mit 3:33,16 min auf Rang sechs in der 4-mal-400-Meter-Staffel. Anschließend belegte sie bei den NACAC-Meisterschaften in San José in 53,61 s den sechsten Platz über 400 Meter und schied mit 23,85 s im Vorlauf über 200 Meter aus. Zudem gewann sie in der 4-mal-100-Meter-Staffel in 43,51 s gemeinsam mit Beatriz Cruz, Celiangeli Morales und Genoiska Cancel die Silbermedaille hinter dem US-amerikanischen Team. 2016 gewann sie bei den Ibero-Amerikanischen Meisterschaften in Rio de Janeiro in 52,46 s die Silbermedaille über 400 Meter hinter der Brasilianerin Jaílma de Lima und siegte zudem in 43,55 s in der 4-mal-100-Meter-Staffel. 2017 bestritt sie in den Vereinigten Staaten ihren letzten offiziellen Wettkampf und beendete daraufhin ihre aktive sportliche Karriere im Alter von 31 Jahren.
2013 wurde Rodríguez puerto-ricanische Meisterin im 400-Meter-Lauf.

## Persönliche Bestleistungen
- 100 Meter: 11,28 s (+1,3 m/s), 30. Mai 2009 in New York City
  - 60 Meter (Halle): 7,44 s, 27. Januar 2007 in Pullman
- 200 Meter: 22,23 s (+1,8 m/s), 27. Mai 2006 in Provo
  - 200 Meter (Halle): 10. März 2006 in Fayetteville
- 400 Meter: 51,39 s, 3. Mai 2008 in Los Angeles
  - 400 Meter (Halle): 54,14 s, 11. Februar 2012 in College Station